# Адриатическое море
Адриати́ческое мо́ре (др.-рус. Адрия́тьское мо́ре, итал. mare Adriatico, сербохорв. Jadransko more, лат. mare Hadriaticum, эмил.-ром. Mèr Adriâtic, вен. Mar Adriàtico, неап. Mar Adriateco, словен. Jadransko morje, хорв. Jadransko more, босн. Jadransko more, черног. Јадранско море, алб. Deti Adriatik), также Адриатика — полузамкнутое море, часть Средиземного моря между Апеннинским и Балканским полуостровами. Омывает берега Италии (более 1000 км), Словении (47 км), Хорватии (1777 км), Боснии и Герцеговины (20 км), Черногории (200 км), Албании (472 км).

## История и этимология
Название этому морю дал древний порт Адрия, который располагался на побережье в дельте рек По и Адидже. Первоначально греки называли так только северную часть моря (греч. Adrias Kolpos), но позже это название перешло на все море. У римлян это море называлось Mare Superum или же Mare Hadriaticum.
За две тысячи лет реки По и Адидже своими наносами перенесли свои же дельты вглубь мелководного в этом месте моря настолько, что сейчас Адрия отстоит от моря на 25 км.
В честь города Адрия и Адриатического моря назван астероид (143) Адрия, открытый 23 февраля 1875 года австрийским астрономом Иоганном Пализой в Пуле, который расположен на берегу Адриатического моря.

## География
Площадь Адриатического моря — 144 тыс. км², глубина — от 20 м в северной части моря до 1230 м — в юго-восточной. Дно представляет собой ложбину с плавным уклоном с северо-запада на юго-восток. Осадки представлены фораминиферовыми песками и илами, у берегов гравием, галькой, песком. В южной части проливом Отранто соединено с Ионическим морем. Вдаётся в сушу на 796 километров, ширина моря от 93 до 222 километров.
Западные берега преимущественно низменные, восточные — гористые. Северо-западные и западные берега низменные, местами лагунные: эта часть моря заполняется наносами рек (в основном По и Адидже), в результате древний порт Адрия сейчас отстоит далеко от моря. Вблизи восточного побережья находятся Далматинские острова, являющиеся вершинами береговых хребтов Динарского нагорья, межгорные долины которых были затоплены при опускании западной части Балканского полуострова. Берега сильно изрезаны заливами и изобилуют удобными гаванями. Крупными заливами являются Венецианский, Триестский и Манфредония. Море у берегов глубокое, что способствует судоходству. Наиболее крупные прибрежные острова — Крк (405 км²), Црес (405 км²), Брач (395 км²), Хвар (300 км²), Паг (285 км²) и Корчула (276 км²).

## Климат
Климат имеет средиземноморские черты, но значительно отличается от климата Средиземного моря. Характерны местные ветры (бора, мистраль, сирокко), влияющие на температуру воздуха. Температура воды с севера на юг изменяется от 24 до 26 °C в августе и от 7 до 13 °C в феврале. Солёность воды колеблется от 33 до 38 промилле. Приливы неправильные полусуточные (до 1,2 м). Лето с преобладанием ясной погоды с ярко выраженными бризами, которая изредка сменяется редкими штормами, а зима облачная и дождливая (до 70 % годового количества осадков).

## Биоразнообразие
Растительный и животный мир Адриатического моря довольно богат. Произрастают более 750 видов водорослей, относящихся к трём отделам (красные, бурые и зелёные). Наиболее распространёнными видами являются Cymodocea nodosa и Zostera noltii, тогда как Zostera marina и Posidonia oceanica сравнительно редки. В прибрежной зоне представлено множество видов брюхоногих и двустворчатых моллюсков с толстыми, прочными раковинами, надёжно защищающими их от ударов волн, а также иглокожих и ракообразных. На мелководье обитают устрицы, мидии, морские блюдечки, морские ежи, морские огурцы, небольшие крабы. В зарослях водорослей плавают морские коньки. На чуть большей глубине живут крупные ракообразные — омары, большие крабы, а также осьминоги, каракатицы, морские звёзды, заплывают сюда угри и мурены. Толща вод насыщена планктоном и молодью рыб. Многочисленные стайные рыбы: сардин, скумбрия, макрели, атлантическая пеламида и тунцы. Течения приносят множество нежных, прозрачных медуз и светящихся в ночи гидроидных полипов. Из акул наиболее распространены карликовая, колючая, голубая акулы, морская лисица, на больших глубинах — бархатнобрюхая светящаяся акула. Очень редко встречается гигантская акула. Из млекопитающих в Адриатическом море обитают дельфины и тюлень-монах, находящийся под угрозой исчезновения.
Северная часть Адриатического моря богата эндемичными видами рыб. Около тридцати видов рыб встречаются только в водах одной или двух стран, выходящих к Адриатическому морю Это связано, в частности, с карстовой морфологией прибрежной зоны и подводной топографии. Существует 45 подвидов эндемичных для побережья и островов Адриатики. В Адриатическом море насчитывается по меньшей мере 410 видов и подвидов рыб, что составляет примерно 70 % средиземноморских таксонов, и по крайней мере 7 видов эндемичных для Адриатического моря. Более 60 видов рыб занесены в Международную Красную книгу (МСОП), в основном из-за чрезмерного вылова.

## Хозяйственная деятельность
Рыболовство (сардины, скумбриевые), марикультура (устрицы, мидии). На шельфе ведётся добыча нефти и газа.

## Основные порты
- В Италии — Триест, Венеция, Бари, Анкона, Бриндизи.
- В Хорватии — Риека, Задар, Сплит, Дубровник.
- В Черногории — Бар, Котор.
- В Словении — Копер.
- В Албании — Дуррес, Влёра.
- В Боснии и Герцоговине — Неум.

## Курорты
Побережье в Хорватии славится такими курортами, как Дубровник, Сплит, Шибеник, Макарска ривьера, Опатия, Пула, а также курортами Далматинских островов. Главный курортный район Черногории — Будванская ривьера. На небольшом Адриатическом побережье Словении четыре курортных городка — Копер, Изола, Пиран и Порторож. У Боснии и Герцеговины всего один приморский курорт — Неум. Албанские курорты располагаются в районе Дурреса и на «Берегу цветов» (побережье от Влёры до Саранды). На итальянском побережье Адриатического моря пользуются популярностью курорты Римини, Беллария, Иджеа Марина, Каттолика, Пескара, Галлиполи, Венецианская ривьера (Лидо ди Езоло и Линьяно), Пальмовая ривьера (побережье от Маре Габичче до Сан Бенедетто дель Тронто).